# Бонанза (Арканзас)
Бонанза (англ. Bonanza) — місто (англ. city) в США, в окрузі Себастьян штату Арканзас. Населення — 587 осіб (2020).

## Географія
Бонанза розташована на висоті 167 метрів над рівнем моря за координатами 35°13′55″ пн. ш. 94°24′58″ зх. д. / 35.23194° пн. ш. 94.41611° зх. д. (35.231875, -94.416197).  За даними Бюро перепису населення США в 2010 році місто мало площу 7,27 км², з яких 7,22 км² — суходіл та 0,05 км² — водойми.

## Демографія
Згідно з переписом 2010 року, у місті мешкало 575 осіб у 231 домогосподарстві у складі 169 родин. Густота населення становила 79 осіб/км².  Було 255 помешкань (35/км²). 
Расовий склад населення:
| - 97,0 % — білих - 1,7 % — корінних американців |

До двох чи більше рас належало 1,0 %. Іспаномовні складали 2,3 % від усіх жителів.
За віковим діапазоном населення розподілялося таким чином: 21,7 % — особи молодші 18 років, 59,7 % — особи у віці 18—64 років, 18,6 % — особи у віці 65 років та старші. Медіана віку мешканця становила 43,4 року. На 100 осіб жіночої статі у місті припадало 103,9 чоловіків;  на 100 жінок у віці від 18 років та старших — 106,4 чоловіків також старших 18 років.
Середній дохід на одне домашнє господарство  становив 57 363 долари США (медіана — 46 071), а середній дохід на одну сім'ю — 60 781 долар (медіана — 55 179). За межею бідності перебувало 9,7 % осіб, у тому числі 7,5 % дітей у віці до 18 років та 2,5 % осіб у віці 65 років та старших.
Цивільне працевлаштоване населення становило 310 осіб. Основні галузі зайнятості: виробництво — 22,3 %, освіта, охорона здоров'я та соціальна допомога — 20,3 %, роздрібна торгівля — 19,4 %.
За даними перепису населення 2000 року в Бонанзі проживало 514 осіб, 151 сім'я, налічувалося 199 домашніх господарств і 219 житлових будинків. Середня густота населення становила близько 160,6 осіб на один квадратний кілометр. Расовий склад міста за даними перепису розподілився таким чином: 95,72% білих, 1,17% — корінних американців, 2,92% — представників змішаних рас, 0,19% — інших народностей. Іспаномовні склали 1,95% від усіх жителів міста.
З 199 домашніх господарств в 26,6% — виховували дітей віком до 18 років, 59,8% представляли собою подружні пари, які спільно проживали, в 8,5% сімей жінки проживали без чоловіків, 24,1% не мали сімей. 20,6% від загального числа сімей на момент перепису жили самостійно, при цьому 9% склали самотні літні люди у віці 65 років та старше. Середній розмір домашнього господарства склав 2,58 осіб, а середній розмір родини — 2,96 осіб.
Населення міста за віковим діапазоном за даними перепису 2000 року розподілилося таким чином: 23,7% — жителі молодше 18 років, 8,4% — між 18 і 24 роками, 25,3% — від 25 до 44 років, 28,6% — від 45 до 64 років і 14,0% — у віці 65 років та старше. Середній вік мешканця склав 40 років. На кожні 100 жінок в Бонанзі припадало 113,3 чоловіків, у віці від 18 років та старше — 107,4 чоловіків також старше 18 років.
Середній дохід на одне домашнє господарство в місті склав 30 809 доларів США, а середній дохід на одну сім'ю — 37 344 долара. при цьому чоловіки мали середній дохід в 30 368 доларів США на рік проти 17 500 доларів середньорічного доходу у жінок. Дохід на душу населення в місті склав 13 407 доларів на рік. 6,7% від усього числа сімей в окрузі і 7,8% від усієї чисельності населення перебувало на момент перепису населення за межею бідності, при цьому 9,2% з них були молодші 18 років і 11,5% — у віці 65 років та старше.